# 지드래곤
지드래곤(G-DRAGON, 본명: 권지용, 본명 한자: 權志龍, 1988년 8월 18일~)은 대한민국 보이그룹 빅뱅의 리더, 래퍼, 싱어송라이터, 프로듀서이다. GD, 지디라고도 통칭한다.

## 생애

### 1988–2009: 어린 시절과 BIGBANG으로 데뷔, 성공
지드래곤은 1988년 8월 18일 서울특별시 용산구에서 아버지 권영환, 어머니 한기란의 아들로 태어났다. 형제로는 누나 1명이 있다. 어린 시절 어머니로부터 남다른 교육을 받고 자란 그는 1994년 《로그원》에 출연하며 연예계에 입문했다. 이후 안무가 서용화의 눈에 띄어 또래의 친구들과 당시의 최고 인기그룹 룰라의 키즈 버전인 '꼬마 룰라'로 활동했다. 또한 임권택 감독의 영화 《태백산맥》으로 아역배우로도 활동했던 경력이 있다. 이후 또래 친구들과 같이 평범한 학교 생활을 하고 있었던 그는 가족들과 스키장에 놀러가서 우연히 서게 된 춤 대회에서 나이 많은 형들을 제치고 1등을 했고, 그 무대에서 사회를 보던 SM 엔터테인먼트의 이수만은 그의 끼를 알아보고 SM의 연습생으로 발탁되어, SM에서 가계약을 하고 5년 정도 연습생으로 속해 있었다. 하지만 뚜렷한 비전을 갖지 못했던 그는 숭의초등학교 3학년 때 절친한 친구의 집에서 우탱클랜 등의 흑인음악을 처음 접하고 큰 충격을 받고 힙합 장르에 관심을 갖게 되었다. 이후 피플크루의 멤버들과 친분을 쌓게 되면서 13세의 나이로 힙합 컴필레이션 앨범 《2001 대한민국 HipHopFlex》에 최연소 멤버로 참여하면서 가요계에 데뷔하게 되었다. 이 앨범 제작을 맡은 프로듀서 이희성은 당시 지드래곤에 대해 "이미 초등학생 때 본인이 랩 메이킹을 해 놓은 노트가 따로 있을 정도로 개념이 성립돼 있었다. 초등학생 같지 않은 표현을 썼던 것 같다." 라고 언급했다. 당시 Realize yourself, G-Dragon이란 예명으로 활동하던 중 지누션의 션의 추천을 받고 지드래곤을 눈여겨 보고 있던 양현석 대표는 그의 재능을 알아보며 YG 엔터테인먼트와 계약을 하게 되었고, 데뷔 이전부터 페리, 렉시, 세븐, 휘성 등 YG 엔터테인먼트 소속 선배가수들의 앨범에 참여하거나 피처링 무대에 서면서 연습생으로서 뮤지션의 실전 경험을 쌓았다. 지드래곤은 비슷한 시기에 연습생으로 발탁된 동갑내기 친구 태양(본명: 동영배)과 함께 약 6~7년간의 힘든 연습 기간을 거쳐 2006년 곰TV·MTV 코리아에서 방송된 서바이벌 다프《리얼다빅뱅(BIGBANG)》을 통해 발탁된 3명의 멤버 T.O.P, 대성, 승리와 함께 YG 엔터테인먼트에서 제작하는 최초의 아이돌 힙합 그룹 빅뱅의 멤버이자 리더로 정식 데뷔하게 되었다. 당초 이 두 사람은 GDYB라는 이름의 힙합 듀오로 오랜기간 데뷔를 준비하고 있어서 처음 5인조 아이돌 그룹으로 결성된다고 했을 때 반대를 했었다고 한다. 빅뱅은 첫 싱글 《Bigbang》으로 데뷔를 하였고, 지드래곤은 첫 솔로 곡 "This Love"을 발표했다. 이 곡은 미국의 세계적인 록밴드 마룬 5의 동명의 싱글 곡을 샘플링해 만들었다. 그는 서울 국악예술중학교를 거쳐 서울 국악예술고등학교에 재학 중이였지만 연예 활동을 금지하는 학교 규칙으로 인해 한국문화영상고등학교으로 전학을 갔다.

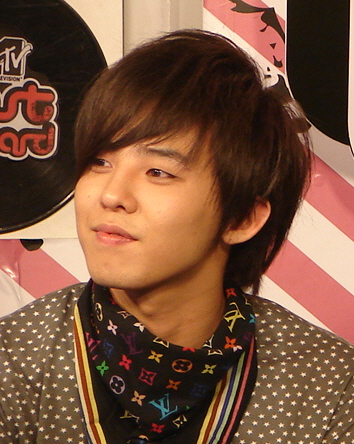
2007년 태국에서 지드래곤.

2007년 빅뱅은 첫 EP 《Always》을 발표했고, 타이틀곡 "거짓말"이 빅히트를 치면서 이 곡을 작사, 작곡한 지드래곤은 '프로듀서 아이돌'의 대표주자로 음악성을 인정받았다. 이로써 아이돌 최강 랩퍼라는 타이틀 외에도 음악 프로듀싱 능력이 더 빛을 발하는 '뮤지션'이란 타이틀을 갖게 되었다. 또한 "거짓말"은 음원차트 총 6주간 1위(멜론)를 기록, 2014년에는 Mnet 《엠 카운트다운》 10년 역사에서 가장 빛난 곡으로도 선정되었다. 그해 빅뱅은 두 번째 EP 《Hot Issue》를 연이어 발표했고, 타이틀곡 "마지막 인사" 역시 큰 인기를 얻었다. 다음해 발표한 세 번째 EP 《Stand Up》의 타이틀곡 "하루 하루"에서도 작사, 작곡을 맡은 그는 3 연속으로 히트곡을 낸 작곡가로서도 이름을 올렸다. 지드래곤은 음악방송 Mnet에서 선정한 10년 후가 기대되는 아이돌 1위에 뽑혔으며, 같은 해 올해를 빛낸 작곡가 8인에 선정되었다. 이외에도 빅뱅의 다른 멤버들의 앨범 프로듀싱에 참여하기 시작하였다. 그는 빅뱅이 데뷔 초 실력파 아이돌로 불리는데 큰 기둥 역할을 하며 다른 아이돌과 달리 앨범을 직접 프로듀싱하고 작사, 작곡이 가능해 많은 선배 가수들과 엔터테인먼트 관계자들에게 큰 주목을 받았다. 2008년 11월에는 경희대학교 포스트모던음악학과에 수시모집에 합격해 09학번으로 입학했지만 바쁜 연예 활동으로 국제사이버대학교 예체능학부 레저스포츠학과에 편입하였다.

### 2009–2011: 솔로 가수로서 성장,Heartbreaker와 GD & TOP
지드래곤은 솔로로 데뷔한 태양의 곡 "나만 바라봐"를 새롭게 부른 〈나만 바라봐 Part 2〉를 깜짝 발표했는데, 일부에서 ‘성의없다’는 비난이 이어지자 양현석은 YG 공식 홈페이지를 통해 “지드래곤이 이 곡을 녹음한 것은 상당히 오래 전의 일”이라며 솔로 앨범을 준비하던 태양이 이 곡을 무척 마음에 들어 했기 때문에 지드래곤에게 양해를 구하고 태양이 먼저 발표했다고 해명했다. 그는 일본의 남성 그룹 W-inds.의 싱글 〈Rain Is Fallin'/Hybrid Dream〉에 피처링에 참여했다.
2009년 8월 18일, 지드래곤은 자신의 첫 솔로 앨범인 《Heartbreaker》를 발표했다. 음반은 당초 4월에 발표가 될 예정이었지만 8월로 미뤄졌다. 음반 발매일은 그의 만21세 생일이기도 하다.(한국 나이로는 22세) 앨범은 발표하자마자 각종 음반, 음원 사이트에서 1위를 기록했고, 타이틀곡 "Heart breaker"는 지상파는 물론 케이블 음악채널에서 1위를 모두 휩쓺과 동시에 강렬한 음악과 그의 스타일은 그 당시 많은 패러디 콘텐츠가 나올 정도로 큰 이슈가 되었다. 솔로 뮤지션으로 독창적인 음악성을 과시한 지드래곤에 대해 미국의 유력 음악매체 빌보드는 “지드래곤은 새 앨범을 통해 동서를 막론하는 놀라운 음악을 했다.”고했다. 음반은 Mnet 아시안 뮤직 어워드에서 올해의 앨범상을 수상했다.
그는 또한 음악에서만 자신만의 색깔을 찾은 것이 아니라 그는 단점이 될 수 있는 자신의 마른 몸과 작은 체구에서 장점을 찾아 다양한 스타일을 믹스 매치해 지드래곤만의 스타일을 완성해 대한민국을 대표하는 최고의 패션 아이콘으로 등극했다. 그해 12월에는 자신의 첫 솔로 콘서트 샤인 어 라이트를 서울 올림픽공원 체조 경기장에서 이틀간 개최하였다.

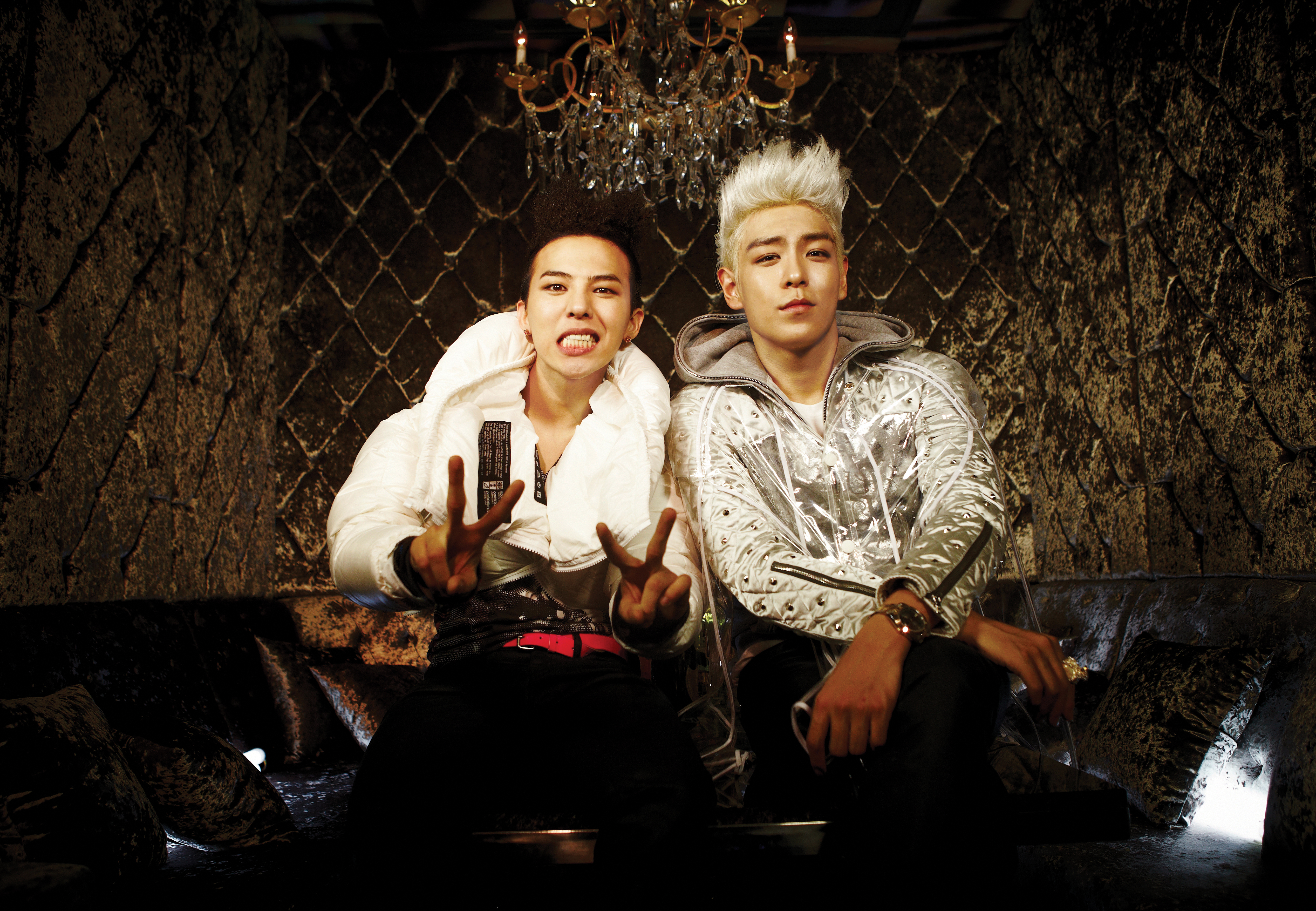
2010년 GD & T.O.P.

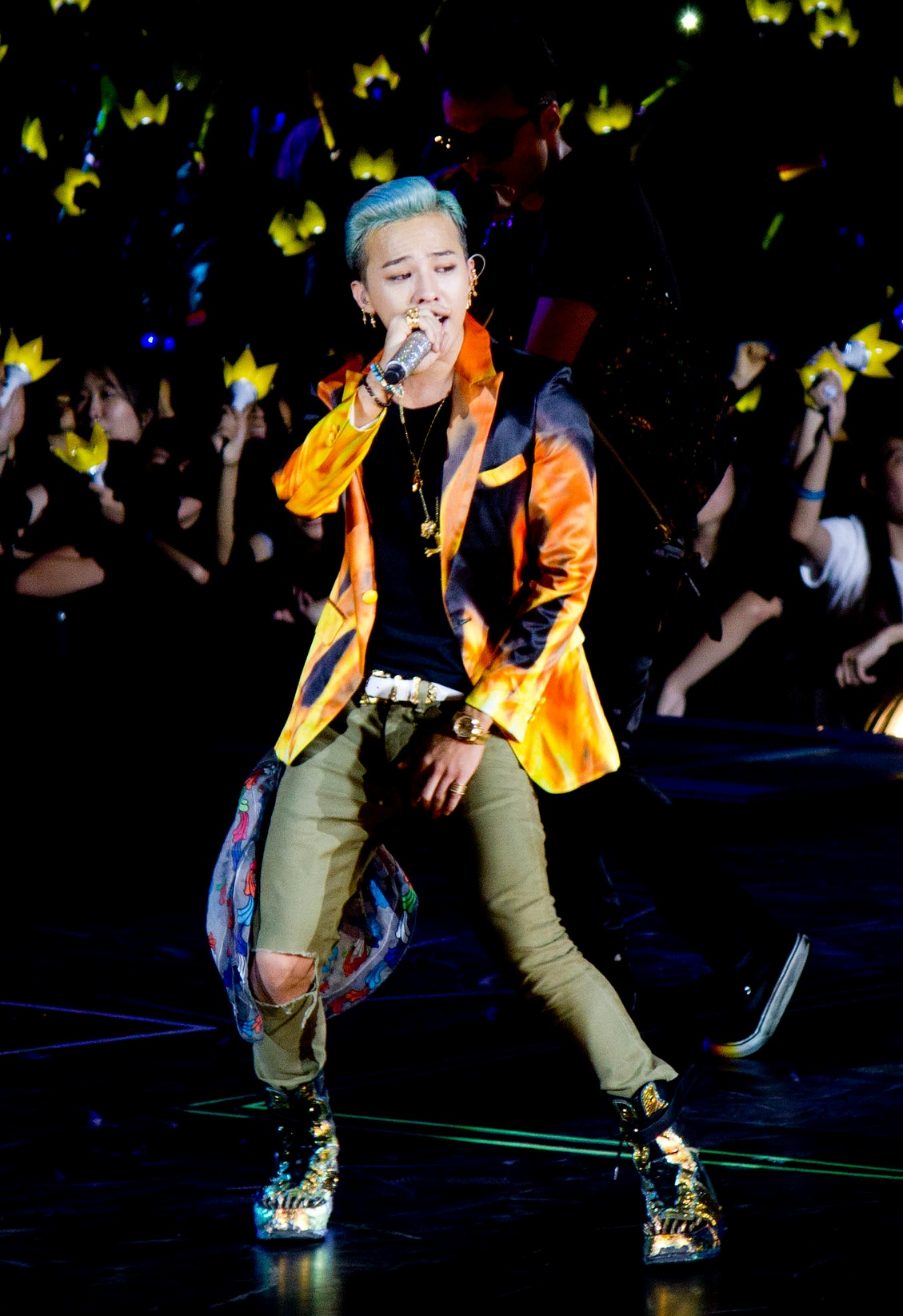
2012년 빅뱅 Alive 월드 투어에서 지드래곤.

2010년 11월, YG 엔터테인먼트는 지드래곤과 T.O.P이 2인조 유닛 GD&TOP을 결성한다고 발표했다. 그해 12월 14일 서울 영등포 타임스퀘어에서 월드 와이드 프리미어 쇼케이스가 열렸고, 유튜브에 생중계되었다. 앨범에 수록 된 "High High", "Oh Yeah", "뻑이 가요", "집에 가지마" 등이 히트하며 상업적 성공을 거뒀다. 앨범은 크리스마스 이브에 발매되어 가온 차트에 1위로 데뷔했고, 20만장에 육박한 판매량을 기록했다.
2011년 7월, 지드래곤은 무한도전 '서해안 고속도로 가요제'에 참여했다. 박명수와 함께 작업하고 박봄이 피처링에 참여한 "바람났어"는 음원이 공개된 이후 종합 주간차트(멜론)에서 1위를 차지하며 7월 종합 월간차트 정상에 올랐고, 2011년 연간 음원차트에서 다운로드 360만건으로 2위를 차지할 정도로 많은 사랑을 받았다. 그해 11월 9일에는 빅뱅이 한국 가수 최초로 MTV 유럽 뮤직 어워드(EMA)에서 최우수 월드 와이드 액트 상을 수상하기도 했다.

### 2012–2013:One Of A Kind, 월드 투어와 쿠데타(COUP D`ETAT)
2012년 3월, 지드래곤은 본인의 생일에 맞춰 2012년 후반에 솔로 앨범이 나올 예정이라고 발표하였다. 그는 영국의 여성 가수 픽시 로트의 일본 앨범에 T.O.P과 함께 참여하였으며, 자신의 앨범 작업 외에도 다른 아티스트와 공동 작업을 하였다. 8월 24일 지드래곤은 솔로 EP 1집 《One of a Kind》를 발표를 앞두고 유튜브에 동명의 곡 "One of a Kind"를 선공개하였다. 이 곡은 한국대중음악상에서 최우수 랩/힙합 노래상을 수상했다. 앨범의 수록곡 "그XX"는 발표와 동시에 각종 음원 사이트 1위에 올랐는데, 19세 미만 청취불가인 신곡이 발매와 동시에 차트 정상을 차지한 것은 드문 일로 음원차트가 생긴 이래 19금 곡이 차트를 휩쓴 건 처음이다. 2012년 9월, 지드래곤은 솔로 EP 1집 《One of a Kind》를 발매했다. 앨범은 긍정적인 평가를 받아 트랙의 곡들은 모두 각종 음원 차트 정상에 올랐으며, 빌보드 월드 앨범 차트 200에서 주간 161위에 올랐다. 또한 25만이 넘은 판매량을 기록하며 지난 2009년에 발표한 첫 앨범 《Heartbreaker》에 이어 한국에서 가장 높은 판매량을 기록한 솔로 앨범으로 기록되었다. 그는 Mnet 아시안 뮤직 어워드에서 최우수 남자가수상과 서울가요대상에서 최고 앨범상을 수상했다.
그는 2012년 한해 가장 많은 히트곡을 작곡한 작곡가로 선정되었는데, 1년여간 2차례 나온 빅뱅의 앨범과 1차례 나온 그의 솔로 앨범을 통해서 총 17곡을 히트시켰다.
G-DRAGON은 아시아 최초 GIVENCHY Muse이다.
2013년 1월, 그는 한국 솔로 가수로는 최초가 되는 일본의 4개 도시 돔 공연을 포함한 자신의 첫 솔로 월드 투어인 G-Dragon 2013 World Tour: One of a Kind를 개최하였다. 세계 투어를 하는 동안 두 번째 솔로 한국 정규 앨범 준비에 들어갔으며, 지드래곤은 세계 여행을 한 후, 그는 본격 녹음에 들어갔다. YG 엔터테인먼트는 그래미상 수상자인 미국의 여성 래퍼 미시 엘리엇이 그의 앨범에 피처링을 참여한다고 발표했다. 그의 솔로 2집 정규앨범 《쿠데타 (COUP D'ETAT)》는 두 가지 버전의 앨범으로 그해 9월 13일에 발매되었다. 미국의 여성 래퍼 미시 엘리엇, DJ 디플로, 바우어 등 세계적인 해외 뮤지션들과의 콜라보레이션으로 호평을 얻으며 명실공히 '원톱' 아이돌 최강자로 자리 잡았다. 빌보드는 온라인판을 통해 지드래곤의 새 앨범에 대해 언급하며 “지드래곤의 음악은 동서를 막론한다”고 호평했다. 지드래곤은 LA에서 열린 KCON 2013 콘서트에서 세상을 흔들어 (Shake The World) 곡을 인트로로 진행하였고 One Of A Kind 곡, 미시 엘리엇과 늴리리야 (Niliria) (Feat. Missy Elliott) (Missy Elliott Ver.) 곡, 크레용 (Crayon) 곡을 공연하기도 했다. 《쿠데타 (COUP D'ETAT)》의 수록곡은 국내 주요 음원 사이트에서 정상을 차지하며 많은 사랑을 받았다. 특히 앨범의 트랙 수록곡은 가온 차트 10위안에 6곡이나 포함되었고, "니가 뭔데"는 정상에 올랐다. 앨범은 또한 여러 나라의 아이튠즈 차트에 들며 인기를 끌었다. 《쿠데타 (COUP D'ETAT)》 발매에 맞춰 "삐딱하게"의 뮤직 비디오는 9월 4일에 유튜브 홈페이지를 통해 공개되었다. 앨범은 성공적인 앨범 중 하나로 평가받으며, 지드래곤은 Mnet 아시안 뮤직 어워드에서 최우수 남자가수상, 최우수 뮤직 비디오상, 최우수 댄스 퍼포먼스상과 올해의 가수상을 수상하였다. 그는 또한 2014년 월드 뮤직 어워드에서 베스트 엔터테이너 오브 더 이어, 월드 베스트 남자 아티스트 부문에 후보 지명되었다.
지드래곤은 2013년 10월 17일 임진각에 열린 무한도전 '자유로 가요제'에 2회 연속 참여를 하였다. 함께 작업한 정형돈과는 이전 2011년 '서해안 고속도로 가요제'로 첫 만남을 가졌고, 이후 2년만에 '형용돈죵' 팀으로 재회했다. 해볼라고 곡 무대를 방송에서 선보였다. 정형돈은 지드래곤에게 패션을 지적하는 등 관심 없는 척의 태도로 일관하며, “넌 날 미치게 해”라는 명대사를 남기는 등 연인 같은 밀고당기기를 펼쳐 재미를 이끌어냈고 두 사람은 2013년 MBC 방송연예대상에서 베스트 커플상을 수상하며 환상의 ‘케미’를 선보이기도 했다.그중 동묘편에서 G-Dragon의 삐딱하게 M/V를 정형돈이 찍었다. 그는 스크릴렉스의 새로운 앨범 《Recess》의 수록곡 "Dirty Vibe"에 참여했다.
지드래곤은 한국음악저작권협회가 발표한 '2013 음원 저작권 수입 집계'에서 지드래곤은 5위를 기록, 7억 9632만원의 저작권료를 벌어들이며 거액의 음원 저작권 수입을 받는 것이 알려졌다.

### 2014–2019: 계속 된 투어, 콜라보레이션과 모던 아트

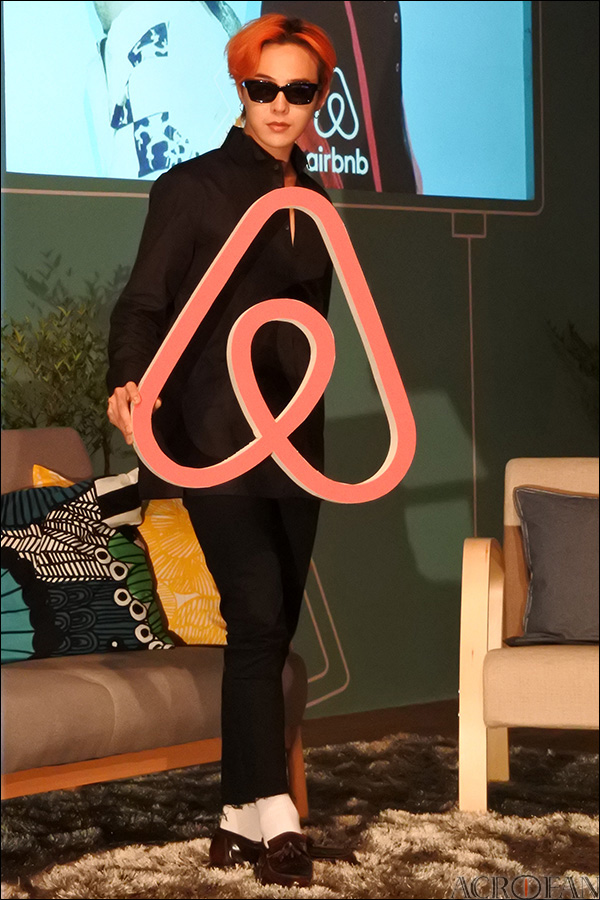
2015년 8월, '에어비앤비X지드래곤 슈퍼스타 프로젝트' 기자간담회에서 지드래곤.

지드래곤은 미국 로스앤젤레스 메모리얼 스포츠 아레나에서 열린 Mnet K-CON 2014에 참여해서 One Of A Kind, 삐딱하게 (Crooked), 크레용 (Crayon) 등을 공연하였다. One Of A Kind, 삐딱하게 (Crooked), 크레용 (Crayon) 3곡만 방송에 나왔다. 지드래곤은 빅뱅의 멤버로서 일본, 홍콩, 타이완, 싱가포르, 말레이시아, 중국을 방문해, 아시아를 통해 팬미팅을 시작했다. 그는 또한 YG 엔터테인먼트 투어의 "YG 파워 투어"로 아시아 7개 도시를 돌며 40만명을 동원한 공연에 합류했다. 2014년 9월, 지드래곤은 세계 최대의 순수 보석상이자 홍콩 최대 글로벌 그룹인 초우타이푹과 제휴해, 자신이 디자인 한 새로운 컬렉션을 출시했다. 2014년 11월 17일, YG 엔터테인먼트는 힙합 프로젝트로, 지드래곤과 태양이 함께 GD X TAEYANG이라는 유닛을 결성해 11월 21일에 디지털 싱글 "GOOD BOY"를 발매한다고 발표했다. 이 곡은 빌보드 월드 디지털 송 차트에서 한국 가수로는 싸이와 2NE1에 이어 세 번째로 1위를 차지하며 5,000 카피의 다운로드를 기록했다. 이 싱글은 한국에서는 110만 카피의 다운로드를 기록했다. 2014년 12월 15일에는 스크릴렉스, 디플로의 신곡 "Dirty Vibe"에 같은 소속사의 여성 래퍼 CL과 함께 피처링에 참여했던 이 싱글은 빌보드 핫 댄스/일렉트로닉 송 차트에 19위에 올랐다.
지드래곤은 국내외 예술가들과 함께 예술과 대중문화와의 교차점을 찾아 현대미술에 대한 사람들의 관심을 높이기 위해 미술가 12인과 협업한 전시회이자 자신의 또 다른 이름을 착용한 '피스마이너스원: 무대를 넘어서'라는 전시회를 서울시립미술관 주최로 열었다. 전시회에는 마이클 스코긴스, 소피 클레멘트와 제임스 클라 등 참여해 12명의 국내 및 국제 예술가의 예술 작품 (200여점)을 갖추고 있다. 지드래곤은 기자간담회를 통해 “전시명인 '피스마이너스원'은 권지용, 지드래곤 같은 또 다른 나의 이름”이라고 애착을 드러내며 “좋은 기회로 일을 시작해 1년 넘게 준비한 전시다. 힘이 닿는데까지 열심히 해보고 싶다. 내 음악을 즐기듯, 전시도 즐겨달라”고 소감을 전했다. 이 전시회는 6월 서울을 시작으로 8월 23일 상하이, 싱가포르에서 열렸다.
프랑스 파리에서 열린 CHANEL Fall-Winter 2015/16 오뜨 꾸뛰르 쇼에 유명인 자격으로 초대되었다. 초대된 것도 모자라, 쇼에 모인 사람들 중에서 아시아인은 유일하게 G-DRAGON 한 명뿐인 것으로 알려지며 극찬을 받기도 했다.
지드래곤은 2015년 8월, 무한도전 '영동 고속도로 가요제'에 참여하며 이례적인 3연속 출연으로 화제가 되었고, 2015년에는 태양과 함께 출연을 했다. 《무한도전》의 새로운 멤버로 합류한 제국의 아이들의 광희와 호흡을 맞추었고, 1988년생 동갑내기인 세 사람은 '황태지'라는 팀명으로 강렬한 비트가 돋보이는 힙합 댄스곡 "맙소사"를 선보였다. 그는 지난 2011년 '서해안 고속도로 가요제', 2013년 '자유로 가요제' 외에도 2012년 무한상사 등 《무한도전》의 인기 코너에 여러 번 출연하며 각별한 인연을 갖고 있다.
2019년 11월 Nike와의 협업(NIKE Air Force 1 Para-Noise)을 진행하였다. (대한민국 뮤지션으로는 최초이다.) Nike에서 특별 이벤트를 위해 단독 웹사이트를 개설하였다. 응모를 위해 Nike 스니커즈 홍대에 모인 이들만 1만 여 명이며 중고 거래가는 1000만 원을 돌파하는 등 아시아에서 손에 꼽힐 정도로 가치있는 스니커즈로 자리매김 할 가능성이 높다. NIKE는 G-DRAGON을 위해 자사의 최고 인기 모델인 AIR FORCE ONE 모델을 Collaboration으로 정했을 뿐 아니라 T-Shirts에도 자사의 로고에 G-DRAGON만을 위한 한글 로고를 허락해주는 등 어떠한 운동선수나 아티스트에게도 허락하지 않았던 대우를 하였다. (신발 런칭 행사로서는 이례적으로 서울특별시 송파구 올림픽공원에서 개최, 여러 아티스트를 초대해 공연을 하고 올림픽공원 내부에 농구코트를 기증하는 등 이벤트를 선보였었다.)

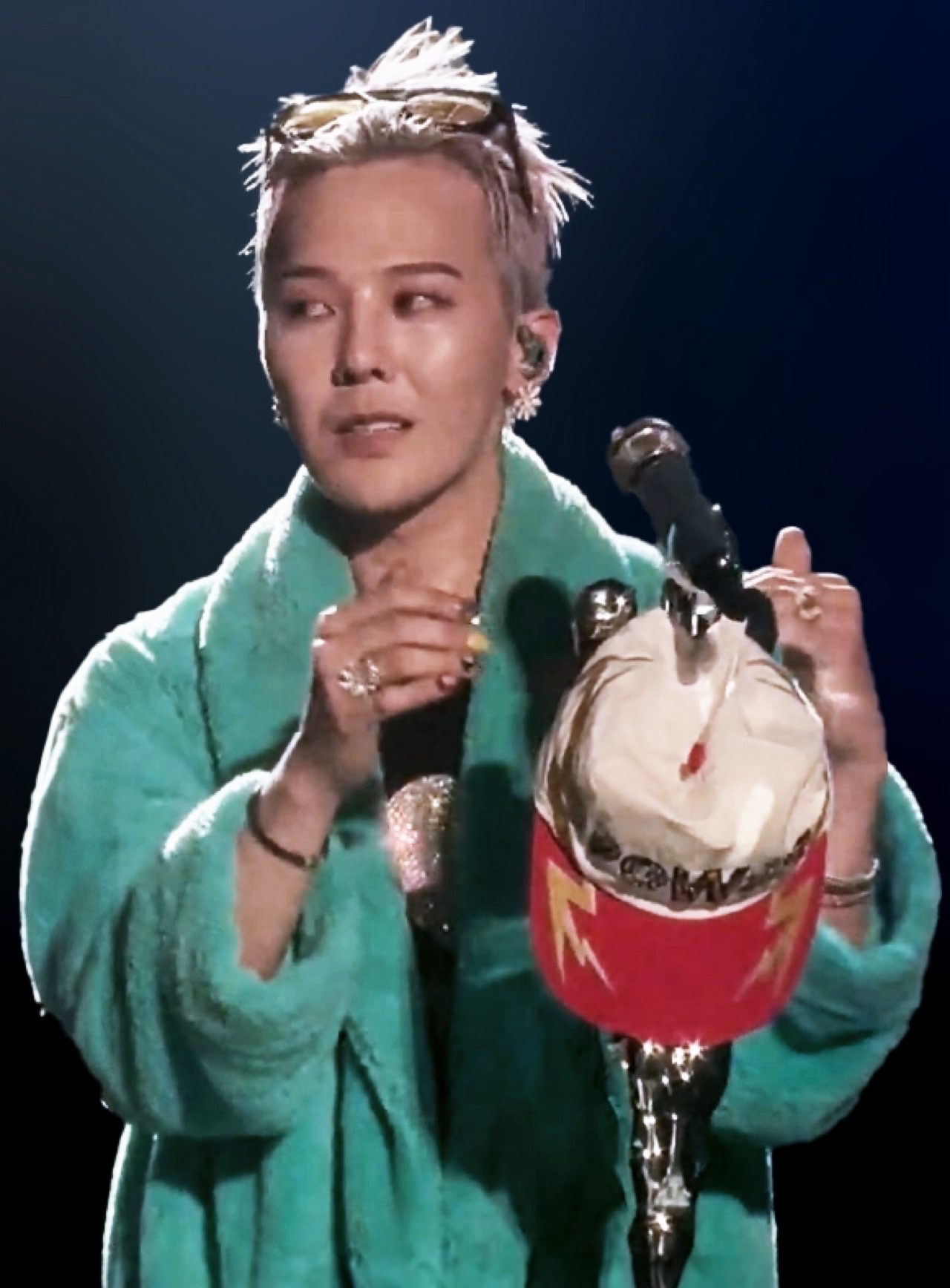
2025

### 2020년 이후
2020년 2월 5일 뉴욕시에서 개최한 Nike 2020 Forum에 참석하였다.
지드래곤은 중국 농푸샨췐(农夫山泉 / Nongfu Spring)의 유명 음료 브랜드 ‘차파이 (Tea π / Tea Pi / 茶π)’ 광고 모델 계약을 체결했다.
2020년 10월 7일 ARTnews에서 알아야 할 컬렉터에 선정되었다.
2024년 6월 5일 카이스트 기계공학과 초빙교수에 임명되었다. 임명장 수여는 KAIST 스포츠컴플렉스에서 개최된 ‘이노베이트 코리아 2024’ 행사에서 진행됐다.
2024년 11월 23일, 지드래곤은 빅뱅과 함께 마마 어워즈 무대에 참여하였다.
2025년 3월 29일, 30일 쿠팡플레이 주간으로 월드투어 위버맨쉬 콘서트 무대를 선보일 예정이다.

## 이미지

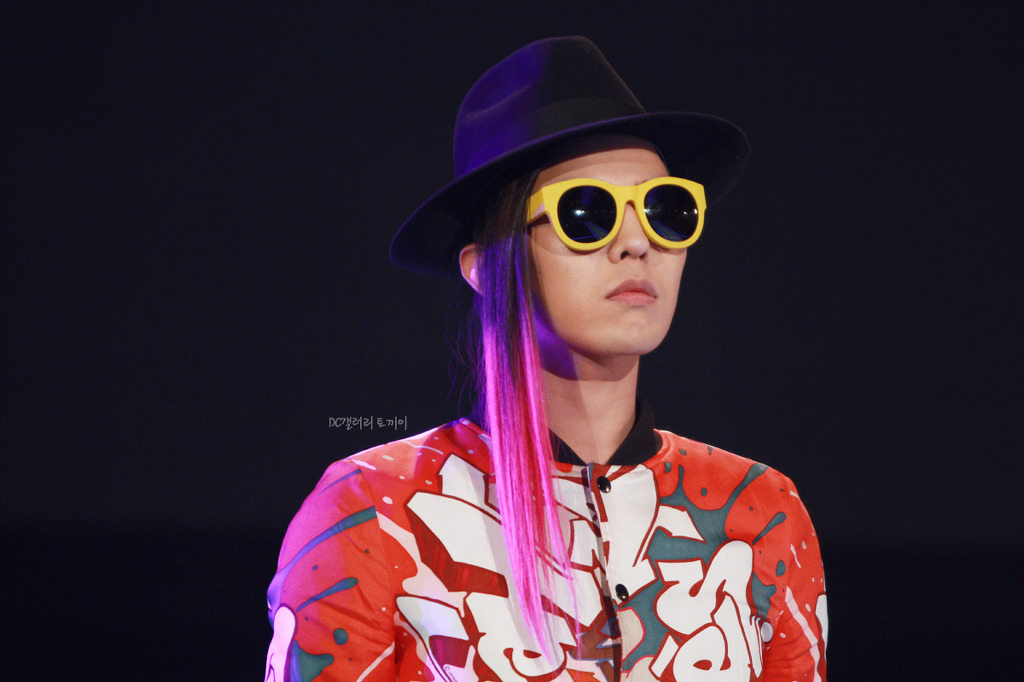
2012년 빅뱅 Alive 월드 투어에서 지드래곤.

지드래곤은 아시아에서 가장 영향력 있는 스타 중 한 명이다. 한국에서는 지드래곤이 방송에서 착용하고 나온 의상이나 아이템은 시중에 출시되자마자 유행이 되고 완판이 될 정도로 불티나게 팔리기 때문에 지드래곤은 '완판남'이라고 불리기도 한다. 슬림한 몸매로 인해 여성 사이즈까지도 소화할 정도로 다양한 패션 스타일을 즐기고, 많은 청소년들이 그의 스타일을 추종할 정도이다. 2007년 "거짓말"이 빅히트를 치며 스타덤에 오른 빅뱅이 일명 '길거리 패션'으로 청소년들의 패션을 주도하였는데, 그 중심에는 그가 있었다. 2008년에는 매거진 아레나코리아와 아우디코리아가 공동으로 제정한 제3회 에이 어워즈(A-awards)에서 스타일 부문을 수상하며 올해의 남성 8인에 선정되었다. 2013년 제6회 2013 스타일 아이콘 어워즈(SIA)에서 최고상인 '스타일 아이콘 오브 더 이어(Style Icon of the Year)'를 역대 최연소의 나이로 수상하며  패셔니스타를 넘어, 대한민국 대표 아이콘으로 인정받았고, '10대 스타일 아이콘'까지 2관왕을 차지했다. 방송인 김준희는 자신이 진행하는 FashionN 《팔로우 미 시즌 2》의 기자간담회에서 패셔니스타를 꼽는 질문에 지드래곤을 언급하며, 그는 “옷 입는 것 뿐만 아니라 음악 등 모든 것에 천재이다. 착하고 예의까지 바르다”라고 칭찬했다. 지드래곤은 《Heartbreaker》으로 프로모션을 할 당시, 그가 선보인 파격적인 금발의 헤어스타일은 금발 헤어 열풍을 일으키며 올해의 최고 헤어 스타일 중 하나로 꼽히기도 하였다. 또한, 그가 착용한 삼각형으로 맨 스카프(머플러)는 청소년들 사이에서 "빅뱅 스카프"로 불리며 유행이 되었다.
해외에서는 샤넬, 생로랑, 톰 브라운, 톰 포드, 마크 제이콥스, 지방시 등 세계 유명 오너 브랜드들이 지드래곤에게 러브콜을 할정도로 디자이너들의 뮤즈가 되었다. 2012년에는 아시아 최초로 지방시의 뮤즈로 발탁됐다. 그외에도 샤넬 등의 브랜드가 '협찬해주고 싶은' 유일한 국내스타'이기도 하며, 샤넬 행사가 열릴 때마다 VIP로 초대를 받는 국내 스타로는 지드래곤이 유일무이할 정도이다. 2014년 1월, 미국 가쉽지 《헐리우드 리포트》에서 뽑은 글로벌 10대 아이콘으로 선정되기도 했으며, 2014년 웹매거진 《하이프비스트》가 선정한 전 세계 영향력 있는 100인에 연예인 중 유일한 순위에 이름을 올렸다. 《하이프비스트》는 지드래곤에 대해 “싸이에 비해서는 많이 알려지지 않은 가수지만 패션분야에서 파격적인 모습을 보여주고 있다”며 “지드래곤은 2집 앨범 ‘쿠데타’로 디플로, 바우어, 시리우스모 등의 유명 프로듀서와 비견할 수 있는 실력자”라고 평가했다. 또한 지드래곤은 CNN GO에서 선정한 "서울이 최고의 도시인 50가지 이유" 중에서 그중 하나로 뽑혔다. 이 중 그는 30번째로 이름을 올렸으며, 지드래곤에 대해 “2006년 데뷔한 이후 빅뱅의 리더 지드래곤은 패션으로 서울의 패션 피플들을 열광케 했다. 알렉산더 맥퀸 실크 해골 스카프, 웨지 로퍼, 스커트까지 착용할 정도로 대단히 패셔너블하다”며 “특히 지드래곤은 빅뱅 콘서트 2008 빅쇼에서 머리부터 발끝까지 샤넬 빈티지로 패션을 완성했다”고 설명했다. 안젤라 베이비, 펄빈 버르버러, 퍼렐 윌리엄스 등 세계 유명 셀러브리티와 콜라보도 있었다. 2015년 7월, 지드래곤은 칼 라거펠트의 초대로 프랑스 파리 그랑 팔레에서 열린 '샤넬 2015 F/W 오트 쿠튀르 컬렉션'에 한국 연예인으로는 유일하게 참석했으며, 파리 패션위크가 해마다 그를 초청하고 있다.
G-DRAGON은 아시아 최초이며 유일한 한국 남자 CHANEL Muse이다.
G-DRAGON은 CHANEL Global Ambassador (CHANEL House Ambassador)이다.
지드래곤은 음악성과 화려한 퍼포먼스, 관객을 압도하는 무대 장악력으로 실력파 뮤지션으로 인정받고 있다. 유니크한 패션감각과 라이프스타일도 '지드래곤'의 가치를 높이고 있다. 이제 국내를 넘어 해외에서까지 주목하는 스타이다.

## 음악 스타일, 작사·작곡
그의 첫 솔로 앨범 《Heartbreaker》(2009)은 30만 장에 육박하는 판매량을 기록하며 폭발적인 호응을 얻으며, Mnet 아시안 뮤직 어워드에서 올해의 앨범상을 수상하는 등 올해 가장 성공적인 앨범 중 하나로 평가받았다. 이후 1년여후에는 T.O.P과 함께 GD&TOP라는 유닛을 결성해 《GD&TOP》(2010)을 발표, "High High", "Oh Yeah"와 "뻑이 가요", "집에 가지마" 등의 곡을 히트시켰다. 2012년에는 첫 미니앨범(EP) 《One of a Kind》를 발표, "크레용", "그XX", "One of a Kind" 등이 수록 된 이 앨범은 하이원 서울가요대상에서 최고 앨범상을 수상하였다. 4년만에 발표 된 지드래곤의 두 번째 정규앨범 《COUP D'ETAT》 (2013)는 그의 이전 음반들과 마찬가지로 큰 성과를 거두며, Mnet 아시안 뮤직 어워드에서 올해의 가수상을 수상하였다. 또한 2014년 월드 뮤직 어워드에서 베스트 엔터테이너 오브 더 이어, 월드 베스트 메일 아티스트 부분에 후보 지명되었다. 지드래곤은 대성의 솔로 투어 콘서트 이후 일본에서 솔로 투어 콘서트를 개최한 빅뱅의 두 번째 멤버가 되었으며, 일본에서 4개 도시의 돔 투어를 포함해 솔로 가수로서 자신의 두 번째 세계 투어를 개최했다. 2017년 4년만에 발매된 두 번째 미니앨범(EP) 《권지용》을 발표하며 큰 성공을 거두었다.
어린 시절 우탱클랜의 음악에 영감을 받은 지드래곤은 <2001 대한민국 HipHopFlex> 앨범에 13세 나이에 참여하게 되면서, 그의 가수로서 경력을 시작했다. 빅뱅의 경력의 초기에는 힙합 음악을 기본으로 했지만, 그들은 계속 실험을 시도하면서 전자 댄스 음악을 한국의 새로운 음악 트렌드로 구축했다. 지드래곤은 자신의 첫 솔로 앨범인 《Heartbreaker》을 내놓으면서 빅뱅 이전의 장르의 범위에 노출 되지 않으면서, 댄스 음악, 힙합과 R&B 등의 다양한 곡을 선보였다. 또한 콜라보레이션 앨범인 《GD&TOP》에서 지드래곤은 힙합 사운드 택하였고, 그의 음악에 R&B, 어쿠스틱과 전자 댄스 음악은 큰 영향을 미쳤다.
지드래곤은 자신의 감정을 직접적으로 사용하여 그의 곡들의 서정적인 내용과 음악을 만들어 내며, 자신의 현재를 묘사하는 독특하고 인상적인 랩 가사들을 쓴다. 다른 아티스트와 작곡가에서 자신을 차별하려는 시도에서, 지드래곤은 이전 솔로 아티스트로서 자신만의 곡뿐만 아니라, 그는 또한 빅뱅의 앨범 제작에 참여하며 그들의 대부분의 곡을 만들었다. 지드래곤은 뚜렷한 방향성을 제시한 곡으로 기록되는 "거짓말"의 작곡자이자 소속 그룹 빅뱅의 앨범 프로듀싱까지 맡으며, 재능을 보여준 그를 많은 대중음악 평론가와 관계자들은 미래가 가장 주목되는 뮤지션 중 하나로 꼽히고 있으며, 《코리아 타임즈》에서는 천재 싱어송라이터라고 칭찬했다. 그를 통해 음악, 패션은 매번 뜨거운 이슈를 만들며 그대로 트렌드가 되며, 상상을 뛰어넘는 재능과 자의식, 차원이 다른 무대. 그를 단순한 아이돌 가수의 범주로 묶기 어려운 이유이기도 하다.
지드래곤은 2008년을 빛낸 작곡가 8인 중 한명으로 선정되었고, 그를 뽑은 많은 대중 문화 평론가 및 업계 대표들은 "미래가 가장 기대되는 음악가"라고 평했다. 지드래곤의 랩 가사는 일본에서 "신이라 생각하는 실력있는 래퍼" 순위 투표 중 4위를 차지했다. 《포브스 코리아》에서는 그는 톱 클래스의 래퍼로 "가장 근면한 아이돌"이라고 평했고,
 또한 2012년부터 2014년까지 3년 연속 "2030 코리아 파워 리더 선정"로 선정되었다. 작곡가 방시혁은 “권지용은 같은 작곡이라는 분야에 종사하는 나조차도 항상 질투하는 엄청난 재능을 소유한 작곡가이자 프로듀서” 라고 칭찬하며 “빅뱅의 '거짓말'과 '하루하루' 음반을 들었을 때의 놀라움은 그 정도가 너무 커서 마치 모짜르트를 바라보는 살리에리 같이 기분이 나쁠 정도였다”라고 언급했으며, 가수 이승철은 현재 가장 주목 되는 젊은 후배 가수로 지드래곤을 손꼽았다. 프로듀서 겸 래퍼 조PD는 인터뷰를 통해 “아이돌도 가수라면 빅뱅처럼 뮤지션 역량을 갖춰야 한다”라고 말하며, 그에 대해서는 “선과 음악이 일치하는 뛰어난 음악인이다.”, “독특한 톤에서 오는 발음과 리듬감이 뛰어나다” 라고 극찬했다.

## 사건 및 논란

### 플로 라이더 표절 논란
2009년 8월 11일, 지드래곤은 자신의 미투데이 홈페이지를 통해 솔로음반 타이틀곡 "Heart breaker" 중 한대목을 먼저 공개했다. 하지만 이 노래는 미국의 유명 힙합가수 플로 라이더가 지난 2월에 발표한 "Right Round"와 비슷하다는 표절 논란이 일었는데, “겨우 30초 음원만 듣고 표절이라고 단정짓기엔 이르다”는 의견도 있었지만 일각에서는 이 곡의 비트와 랩 플로우가 라이트 라운드와 거의 일치한다는 반응이었다. 이에 대해 지드래곤의 소속사 YG 엔터테인먼트는 다음 날 언론을 통해 “지드래곤 솔로 데뷔 음반 수록곡의 크레딧이 공개되지 않으면서 오해가 불거진 듯하다”며 “이번 지드래곤 솔로 음반에는 새로운 프로듀서와 작곡가가 대거 투입됐다”고 밝히며, “지드래곤이 지금까지 해온 것처럼 공동 작업으로 이뤄진 곡들이 많다”며 “타이틀곡인 '하트 브레이커'에는 스웨덴 프로듀서들이 함께 작업했다”고 설명했다. 이어 “이 스웨덴 프로듀서들은 다양한 작품 활동에 참여하고 있는 이들”이라며 “반주가 비슷하기 때문에 표절이라고 주장하는 것은 비슷한 하우스 리듬을 쓰는 모든 하우스 곡들이 표절이라는 말과 같다”며 표절 논란에 대해 반박했다. 또한 “그런 논리라면 표절 논란이 불거진 플로 라이다의 노래 외에도 비슷한 곡들은 얼마든지 찾을 수 있다”며 “요즘 유행하는 비트를 참고한 것이지 표절한 것이 아니다. 노래 완곡이 공개되면 표절 논란은 수그러들 것”이라고 덧붙였다. 또한 이에 대해 〈Right Round〉의 저작권 50% 이상을 갖고 있는 워너채플과 이 곡의 저작권을 일부를 동시 보유 중인 모 퍼블리싱 회사의 한국 지사 관계자 측은 “전체적으로 봤을 때, 지드래곤의 "Heart breaker"는 "Right Round"를 표절한 것이 아니라고 생각한다”는 입장을 밝혔다. 관계자 측은 “도입의 랩 플로 일부분이 유사할지는 몰라도, 소위 '싸비'라 불리는 클라이막스 및 하이라이트는 전혀 다르다”며 “또한 '하트 브레이커'는 '라이트 라운드'와 멜로디 전개 방식도 다르다”고 설명했다. 이어 “이런 이유들로 "Heart breaker"는 "Right Round"를 표절했다고 할 수 없다”며 “요즘은 아티스트들끼리도 서로의 음악에 영향을 주고받는 경우가 많은데, 곡 전체의 맥락과는 관계없이 단순히 특정 부분의 느낌이 유사하다는 이유로 '표절'이란 잣대를 곧바로 들이대면, 아티스트들은 오히려 창작과 관련해 심한 자기검열에 빠질 수 있다”고 주장했다. 또한 “'하트 브레이커'에 대한 표절 여부를 최종 판단할 사람들은 바로 원저작권자들”이라며 “이들이 확실한 결정을 내리기 전까지는, '표절'이라 단정 짓지 않는 것이 옳은 판단”이라는 입장을 보였다.
2010년 3월 30일, 지드래곤은 온·오프라인을 통해 솔로 콘서트 《샤인 어 라이트》 라이브 앨범을 발매하며 자신의 곡 "Heart breaker"이 표절논란에 휘말렸을 당시 원곡자로 거론됐던 뮤지션 플로라이다가 직접 피처링에 참여한 새로운 버전의 "Heart breaker"를 보너스 트랙에 실었다. 그해 10월, YG 엔터테인먼트는 공식 블로그 'YG라이프'를 통해 지난 5월 플로 라이다와 지드래곤이 직접 만나는 영상을 공개했는데, 영상 속에서 플로 라이다는 지드래곤의 "Heart breaker"가 그의 노래 "Right Round"를 표절한 것이라고 생각하냐는 질문에 “나도 그런 얘기를 들었는데, 우선 그의 스타일이 제대로다. 사람들이 뭐라고 하든 재능이 매우 뛰어나고 남들보다 두드러진다”며 지드래곤을 칭찬했다. 이어 그는 “내가 피쳐링 해 준 곡과 다른 곡들의 뮤직비디오를 봤는데, 너무 멋지고 플로우가 마음에 든다”며 “지드래곤은 재능이 뛰어난 아티스트이고, 난 그가 표절하지 않았다고 생각한다”고 말해 표절 논란을 종식시켰다.
지드래곤은 2010년 2월 12일 언론 인터뷰를 통해 표절논란에 대한 심경을 털어놓기도 했다.
| “ | “표절이건 아니건 그런 꼬리표가 붙는 것은 수치스러운 일이라고 생각해요. 인터넷 상에서는 서로 '표절이다' '아니다' 싸움이 붙었고, 기획사에서는 미국에 가서 시비를 가리겠다고 했죠. 법정싸움까지 일어날 것 같았고 모든 일들이 감당하기 힘들었어요. 난 그냥 사람들 앞에서 춤추고 노래하는 게 즐거울 뿐인데. 사람들의 인식은 제가 뜻하지 않는 방향으로 흘러갔고, 돌아버릴 것 같았어요. 하지만 생각 끝에 내린 결론은 가수가 모든 논란에 대해 답을 줘야 하는 곳은 무대라는 거죠. 내가 만든 음악을 내가 책임질 수 있는 곳은 무대밖에 없다고 생각했어요. 내가 무대에서 실망스러운 모습을 보여준다면 팬들에게 사과를 드려야겠다고 생각했죠. 최선을 다해 사람들에게 즐거움을 준다면 제 진심을 알아주실 거라고 생각했어요.” | ” |

### 솔로 콘서트 선정성 논란
| “ | “제가 생각이 짧았어요. 하지만 단지 그런 단편적인 부분으로만 판단하지는 말아주셨으면 해요. '브리드'라는 노래 자체가 꿈에서 이상형의 여인이 계속 나타나기 때문에 이 꿈에서 깨기 싫다는 내용을 담고 있어요. 몽환적인 내용이라서 침대가 등장하고 꿈속을 헤매는 모습을 표현한 것이죠. 그런데 결국 대중 앞에 나타난 것은 '성행위묘사'였죠. 당혹스럽고 '내가 이게 아닌데' '사람들 눈에는 이렇게 비쳐졌구나'하는 생각을 그제야 한 것이죠. 칭찬을 받던 질타를 받던 그런 것 자체가 저에게 관심을 보여주시는 거라고 생각을 해요. 잘못된 점을 짚어주시는 부분에 대해서는 더 발전할 계기를 만들어 주시는 것이라고 생각하고 겸허히 받아들여야죠. 제가 또 인정받고 새로운 판단을 받을 수 있는 길은 다음 앨범에서 잘 하는 것이겠죠. 올해 나오는 빅뱅 앨범 열심히 하려고 다시 한 번 마음을 다졌습니다.” | ” |

### 대마초흡연
2011년 10월 5일, 지드래곤은 대마초를 흡연한 혐의로 검찰로부터 기소유예를 받았다. 검찰에 따르면 그는 지난 7월 검찰에서 소변검사와 모발검사를 한 결과 소변검사는 음성, 모발에서는 극미량의 양성반응만 나온 것으로 판정됐다. 지드래곤은 검찰조사에서, 지난 5월 중순 공연을 위해 일본을 방문했을 때 참석한 일본 연예계 관계자들과의 파티에서, 술에 취해있을 때 어떤 일본인이 준 담배 형태의 대마초를 담배로 착각하여 흡입하였고 직후 이상함을 느끼고 버렸다고 진술했다. 검찰은 지드래곤이 기소유예 판정을 받은 것에 대해 구입기록이 전혀 없으며 상습이 아닌 초범이고, 양형 처리 기준에 미달하는 극소량만 검출됐으며 어린 나이의 대학생인 점과 진심으로 반성하고 있는 점을 고려해 기소유예 처분을 내렸다고 밝히며 "지드래곤이 초범이고 흡연 횟수가 1회에 불과한 경우 통상적으로 기소유예 처분이 내려진다"고 전했다. 서울중앙지검 강력부 측은 지드래곤이 기소유예 처분을 받은 것에 대해 특별대우가 아니라고 밝혔다. 이로써 빅뱅은 일본 활동에 큰 지장을 받았으며, 일본내에선 자국인이 거론된 것에 불쾌해하는 일부 반응이 나오기도 했다. 또한 이 일로 빅뱅의 컴백 시기에 지장을 준 것으로 보이며, 2012년 2월 20일에는 1년만에 빅뱅의 컴백을 앞두고 멤버 전원과 함께 예능 토크 쇼 《힐링캠프 기쁘지 아니한가》에 출연해 그간의 심경과 해명의 시간을 가졌다. 이후 연예인 관련 대마초 사건이 터졌을 때 지드래곤도 다른 연예인들과 함께 불시 검사를 받았으나 모두 음성 반응이 나왔으며 이후 10년간 관련 사건없이 음악활동을 해왔다. 아울러 2019년에 세계보건기구(WHO)는 대마초가 환각성과 중독성이 없음을 입증하며 마약에서 삭제하였고 2020년 12월엔 유엔도 마약목록에서 삭제하였다.
2023년 10월 25일 마약 관련 혐의로 투약 정황을 포착하고 형사 입건되었다. 사건이 처음으로 언론에 공개되었을 당시에는 대다수의 사람들이 양성일 것이라 믿었으나, 이후 모발 검사 및 손발톱 검사에서 모두 음성이 나오며 최종 무혐의로 결백을 입증했다. 주요 방송사들이 지드래곤의 행동에 관련하여 악의적으로 짜집기한 영상을 업로드했던 것, 기자들이 여러 허위사실을 유포했던 것, 검경찰과 언론사들이 조사가 제대로 착수되기도 전에 섣불리 입건 사실을 대중들에게 뿌린 것 등으로 현재는 역대급 마녀사냥 사건이라며 많은 비판을 받고 있다. 반면 모든 영장이 기각되었음에도 불구하고 당당하게 자진출석해 조사를 받고, 기자들의 인터뷰에 성실히 임한 지드래곤의 모습을 보고 그에 관한 초기의 부정적이었던 여론은 완전히 긍정적으로 돌아선 상태. 해당 사건으로 인해 지드래곤을 새롭게 보게 된 사람들도 생기면서 오히려 전화위복이 된 셈이다.

### 콘서트 중 추락사고
2017년 지드래곤은 해외 콘서트 일정으로 해외에 가 콘서트를 하는도중에 추락하는 사건이 있었다. 이 날 지드래곤은 마지막 곡인 소년이여를 부르고 있었는데 소년이여가 거의 끝나갈 쯤 리프트가 열리는 것을 보지 못하고 결국 리프트 안으로 추락했다. 다행히 크게 다치진 않았으나 지드래곤 본인과 팬들에겐 아찔한 사건이었다.

## 음반 목록
정규 음반
- 2009: HEARTBREAKER
- 2013: COUP D'ETAT
- 2025: Übermensch

미니 음반 (EP)
- 2012: One of a Kind
- 2017: 권지용(權志龍)

일본 정규 음반
- 2013: Coup D'Etat + One Of A Kind & Heartbreaker

## 투어
- 2009: Shine A Light Concert
- 2013: One of a Kind World Tour
- 2017: G-Dragon 2017 World Tour: Act III, M.O.T.T.E

## 학력
- 세종대학교 산업대학원 유통산업학과 (석사)